# Christiane Paul
Christiane Paul (Pankow, Berlín, 8 de marzo de 1974) es una actriz alemana.

## Biografía
Christiane Paul procede de una familia de médicos. Desde 1980 a 1990 asistió a la Polytechnische Oberschule Ernst Busch en Pankow. Durante su estancia en la escuela fue organizadora del FDJ. Después de hacer la selectividad en 1992 en la Escuela Friedich-List en Berlin-Niederschönhausen estudió en la Universidad Humboldt también en Berlín medicina donde recibió el título en 2002. En 2004 abandonó la medicina para dedicarse al cine y al cuidado de su hija.
De joven trabajó como modelo para revistas como Bravo y a los 17 años obtuvo su primer papel en la película Deutschfieber. Paralelamente a sus estudios de medicina emprendió sus actividades como actriz y estudió durante un breve tiempo en la Escuela Lee Strasberg de Nueva York.
En agosto de 2006 se casó con el cirujano Wolfgang Schwenk a quien conociera durante su período de formación en la Charité de Berlín. Christiane Paul tiene una hija de una relación anterior y un hijo de su actual marido. Vive con su familia en Hamburgo.
Paul actúa también en obras de teatro y audiolibros.

## Compromiso social
Christiane Paul es embajadora de las campañas de la organización Welt-Aids-Tag. Durante los años 2005 a 2007 apoyó la acción Deine Stimme gegen Armut (Tu voz contra la pobreza). Es miembro de la Alianza por la Naturaleza fundada por el ministro Sigmar Gabriel con motivo de la CBD (Convención sobre la diversidad biológica).  Fue miembro del jurado de Amnistía Internacional en la Berlinale de 2007 donde afirmó: "Las buenas películas pueden despertar, ampliar y profundizar la comprensión de temas complejos como los derechos humanos. Y en el mejor de los casos, una película puede mover al espectador a comprometerse en la defensa de la dignidad y los derechos de las víctimas de violaciones de tales derechos".

## Filmografía
- 1992: Deutschfieber, Dirección: Niklaus Schilling
- 1993: Ich und Christine, Dirección: Peter Stripp
- 1995: Alles außer Mord, Episodio:  Das Kuckucksei, Dirección: Ulrich Stark (TV)
- 1995: Nur der Sieg zählt, Dirección: Uwe Janson (TV)
- 1995: Ex, Dirección: Mark Schlichter
- 1995: Unter der Milchstraße, Dirección: Matthias X. Oberg
- 1996: Workaholic, Dirección: Sharon von Wietersheim
- 1996: Zwei Leben hat die Liebe, Dirección: Peter Timm (TV)
- 1997: Knockin’ on Heaven’s Door, Dirección: Thomas Jahn
- 1997: Das Leben ist eine Baustelle, Dirección: Wolfgang Becker
- 1997: Dumm gelaufen, Dirección: Peter Timm
- 1997: Der Schutzengel, Dirección: Peter Timm (TV)
- 1998: Der Pirat, Dirección: Bernd Schadewald (TV)
- 1998: Zucker für die Bestie, Dirección: Markus Fischer (TV)
- 1998: Mammamia, Dirección: Sandra Nettelbeck (TV)
- 1999: Götterdämmerung – Morgen stirbt Berlin, Dirección: Joe Coppoletta (TV)
- 1999: Die Häupter meiner Lieben, Dirección: Hans-Günther Bücking
- 2000: Marlene, Dirección: Joseph Vilsmaier
- 2000: Freunde, Dirección: Martin Eigler
- 2000: Im Juli, Dirección: Fatih Akın
- 2002: Himmelreich auf Erden, Dirección: Torsten C. Fischer (TV)
- 2002: Väter, Dirección: Dani Levy
- 2003: Echte Männer?, Dirección: Christian Zübert (TV)
- 2004: Außer Kontrolle, Dirección: Christian Görlitz (TV)
- 2005: Küss mich, Hexe!, Dirección: Diethard Küster (TV)
- 2005: Im Schwitzkasten, Dirección: Eoin Moore
- 2005: Die Nacht der großen Flut, Direccióne: Raymund Ley (TV)
- 2005: Gefühlte Temperatur, Dirección: Katharina Schöde (Kurzfilm)
- 2006: Reine Formsache, Dirección: Ralf Huettner
- 2006: Die Tote vom Deich, Dirección: Matti Geschonneck (TV)
- 2007: Neues vom WiXXer, Dirección: Cyrill Boss, Philipp Stennert
- 2007: Ein verlockendes Angebot, Dirección: Tim Trageser (TV)
- 2007: Vorne ist verdammt weit weg, Dirección: Thomas Heinemann
- 2008: La Ola, Dirección: Dennis Gansel
- 2009: Lippels Traum, Dirección: Lars Büchel
- 2009: Ob ihr wollt oder nicht, Dirección: Ben Verbong
- 2010: Jerry Cotton, Dirección: Cyrill Boss, Philipp Stennert
- 2010: Der Doc und die Hexe, Dirección: Vivian Naefe (TV)
- 2010: Der grosse Kater, Dirección: Wolfgang Panzer
- 2010: Der Verdacht, Dirección: Matti Geschonneck (TV)
- 2011: Hindenburg (TV)

## Premios
- 1996: Max-Ophüls-Preis por su papel de Sara en la película Ex
- 1996: Bayerischer Filmpreis por su papel de Rhoda en Workaholic
- 1998: Goldene Kamera (Lilli Palmer Gedächtniskamera) como mejor actriz joven
- 1999: Berliner Bär (B.Z.-Kulturpreis)